# Pomnik Marszałka Józefa Piłsudskiego w Dobrem
Pomnik Marszałka Józefa Piłsudskiego w Dobrem – pomnik znajduje się na Rynku w Dobrem, w powiecie mińskim, w województwie mazowieckim.
Oryginalny pomnik, autorstwa Konstantego Laszczki został odsłonięty w dniu 11 listopada 1938 roku na cokole przed szkołą imienia Józefa Piłsudskiego. Po zakończeniu wojny pomnik zaginął zapewne w 1947 lub 1948 roku. Nie wiadomo czy pomnik został ukryty przez żołnierzy Armii Krajowej kub został zniszczony przez władze komunistyczne. Na miejscu pomnika Marszałka w 1962 roku został odsłonięty pomnik Konstantego Laszczki, którego imieniem została również nazwana szkoła przed którą znajduje się pomnik. Współczesny odlew, podobnie jak oryginalny, odlany został na podstawie gipsowego projektu Konstantego Laszczki, możliwe to było dzięki spostrzegawczości Jana Zycha, kierownika szkoły w Dobrem, który ukrył gipsowe popiersie Marszałka. Po wielu latach ukrywania popiersie znalazł Romuald Pełka i dzięki jego działaniom, został wykonany nowy odlew w brązie. Ostatecznie, dniu 5 maja 2002 roku został ponownie odsłonięty pomnik Marszałka